# Мала Писаница
Мала Писаница је насељено место у саставу општине Велики Грђевац у Бјеловарско-билогорској жупанији, Република Хрватска.

## Историја
До територијалне реорганизације у Хрватској налазила се у саставу старе општине Грубишно Поље.

## Становништво
На попису становништва 2011. године, Мала Писаница је имала 192 становника.

## Попис1991.
На попису становништва 1991. године, насељено место Мала Писаница је имало 248 становника, следећег националног састава:
| Попис 1991.‍  | Попис 1991.‍  | Попис 1991.‍ | Попис 1991.‍ | Попис 1991.‍ |
| ------------ | ------------ | ----------- | ----------- | ----------- |
|              |              |             |             |             |
| Хрвати       | Хрвати       |             | 131         | 52,82%      |
| Мађари       | Мађари       |             | 60          | 24,19%      |
| Срби         | Срби         |             | 33          | 13,30%      |
| Југословени  | Југословени  |             | 15          | 6,04%       |
| неопредељени | неопредељени |             | 3           | 1,20%       |
| непознато    | непознато    |             | 6           | 2,41%       |
| укупно: 248  |              |             |             |             |